# Synagieren

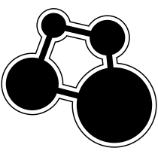
Logo der Initiative Synagieren des Handlungsnetz e.V.

Die Synagieren-Initiative wird getragen durch den gemeinnützigen Verein Handlungsnetz e.V. und soll die ökologische und soziale Verantwortung der Einzelnen, sowie deren gezielte Zusammenarbeit fördern. Dazu wurde die Veranstaltungsform des Wirkcamp entwickelt. Die Kernidee ist, dass jeweils 10–20 Teilnehmer in Arbeitsgruppen für ein Wochenende an einem gesellschaftlich relevanten Projekt arbeiten. Wirkcamps unterscheiden sich von anderen Arten der gesellschaftlichen Beteiligung durch ihre begrenzte Dauer auf ein Wochenende. Sie bieten auch einen Rahmen für kleinere, wenig institutionalisierte Projekte.

## Vergangene und kommende Wirkcamps

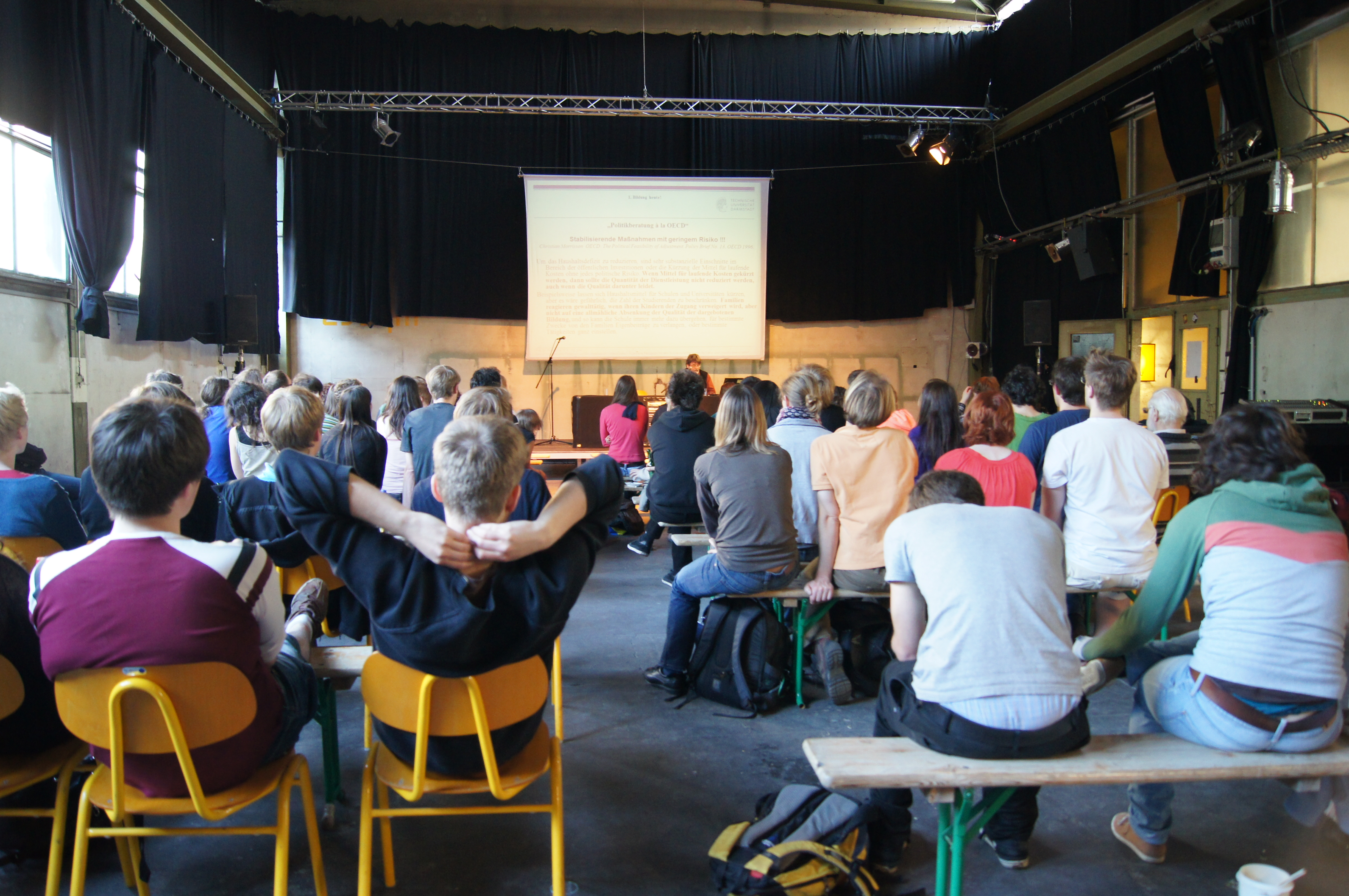
Vortragsveranstaltung – Synagieren Wirkcamp Darmstadt 2012

Das erste Wirkcamp fand 2009 in Würzburg statt. Darauf folgten Leipzig (2010), Jena (2011), Darmstadt (2012), Tübingen 2012, Lüneburg (2013), Freiburg im Breisgau (2014), Marburg, Heidelberg und Görlitz (2015) sowie Göttingen (2016). Bekannte Referenten, die auf Wirkcamps anwesend waren, sind unter anderem Hans Joachim Schellnhuber, Niko Paech, Wolfgang Cramer, Anders Levermann und Raphael Fellmer.
Seit dem Wirkcamp in Jena 2011 werden alle Teilnehmer bei Privatpersonen untergebracht und durch eine eigene, vegane Volksküche versorgt.

## Arbeitsgruppen

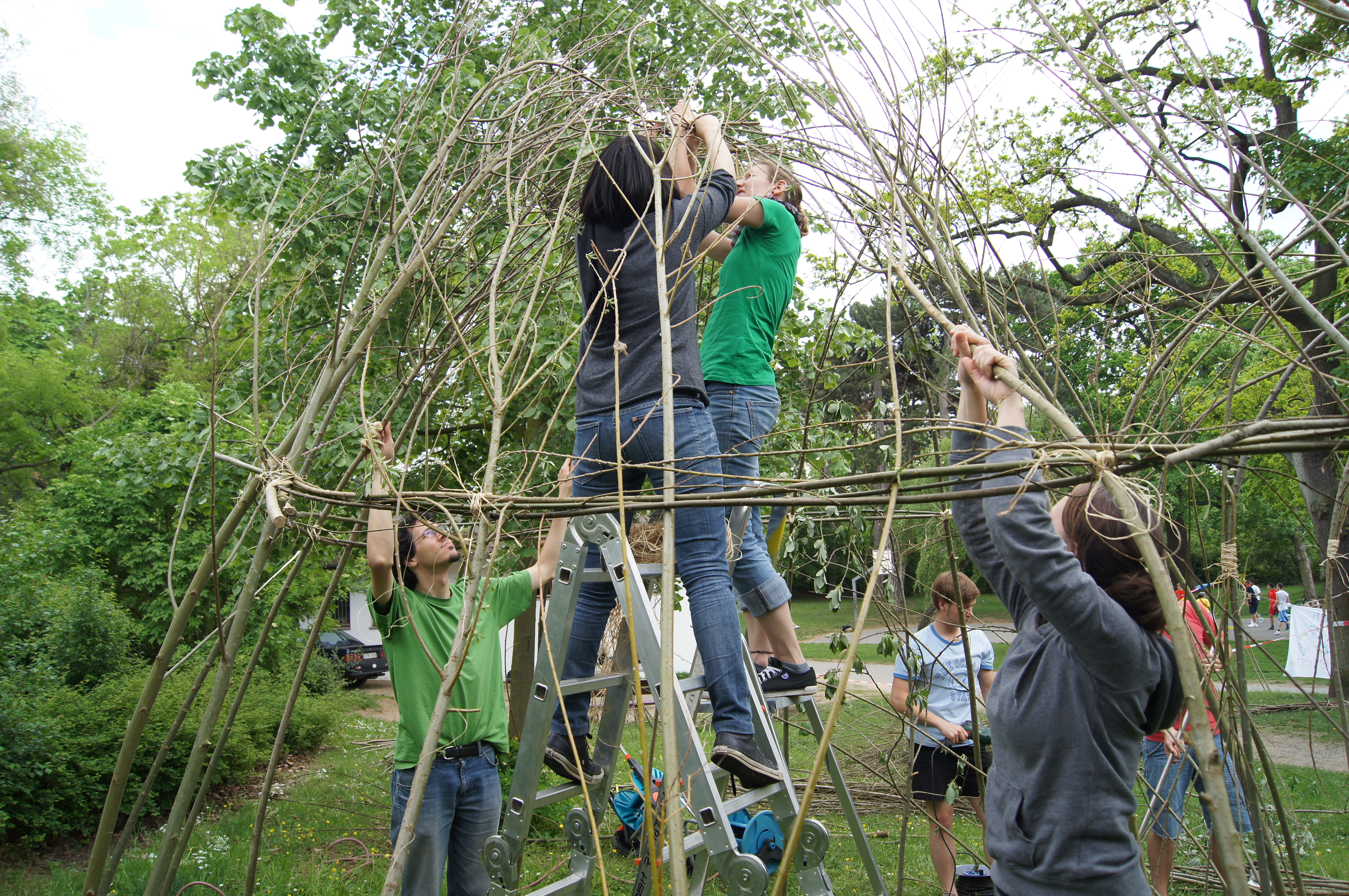
Arbeitsgruppe Errichten einer Weidenhütte, Darmstadt 2012

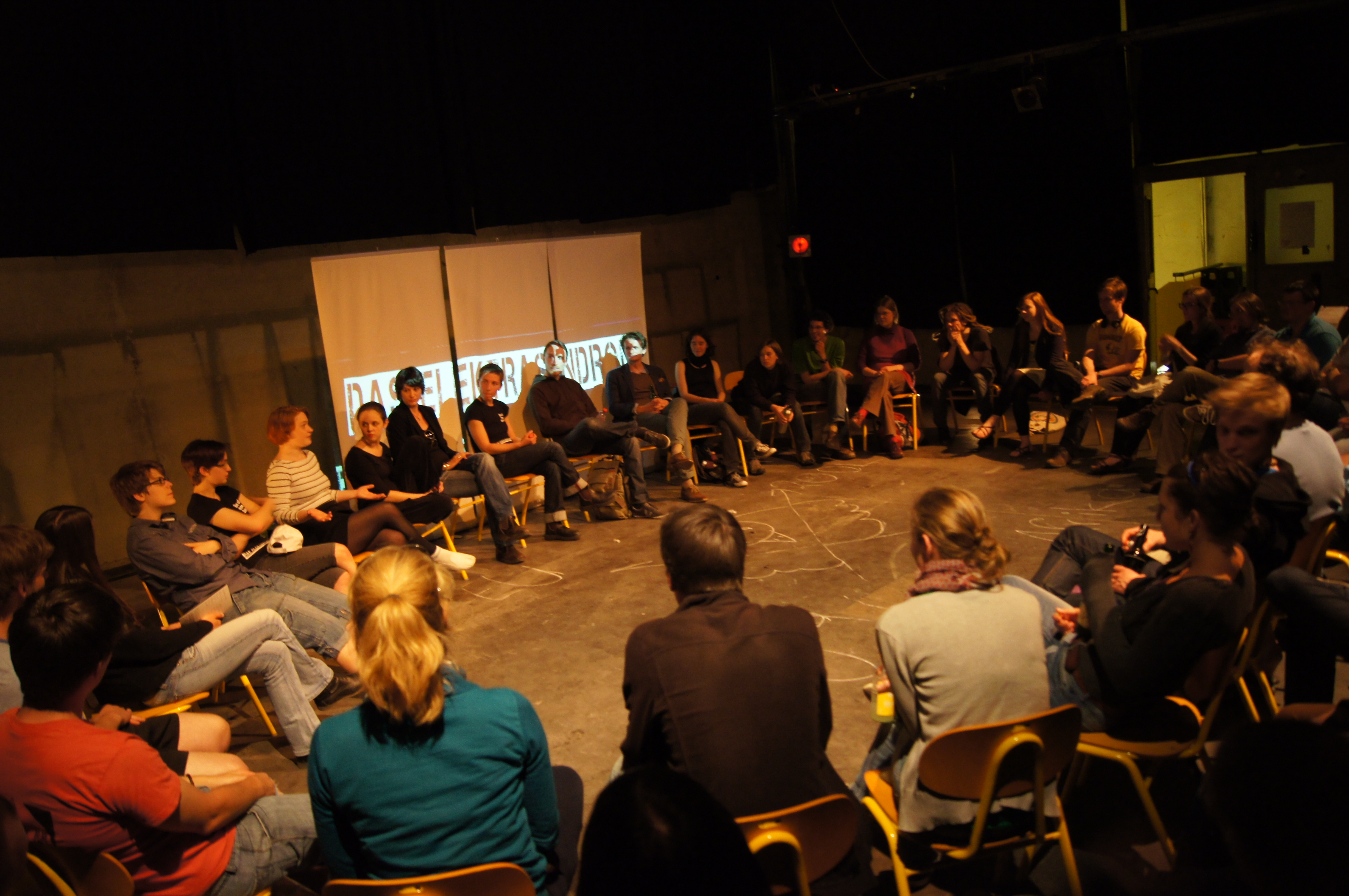
Diskussion nach Theatervorstellung, Darmstadt 2012

### 2012
Arbeitsgruppen
- Pflanzen von Bäumen in Darmstadt und Ausarbeitung eines Botschafterprogramms WikiWoods
- Ausarbeitung eines Energieplanspiels mit dem enMundo e.V
- Bau eines Fahrradrahmens aus Bambus
- Verfassen von Wikipediaartikeln für gemeinnützige Organisationen
- Errichten einer Weidenhütte (Baubotanik)
- Entwicklung von Veranstaltungen zur nachhaltigen Hochschulbildung
- Errichten eines Lebensturms mit dem Bund für Umwelt und Naturschutz Deutschland

### 2009–2011
Ergebnisse vergangener Arbeitsgruppen sind beispielsweise eine Homepage zu ökologischen Textilzertifikaten, Arbeitsmaterialien für die Sozialunternehmer der Littlebird Gruppe, Erstellung eines Handbuchs für die Website Mundraub sowie Bausteine für Workshops der Blue Engineering Hochschulgruppen (Ingenieure mit sozialer und ökologischer Verantwortung).

## Auszeichnungen
Synagieren war 2011 und 2012 und ist auch 2013 eines der 100 Werkstatt-N-Projekte, die von dem von der Bundesregierung einberufenen Rat für Nachhaltige Entwicklung ausgezeichnet wurden. Das Wirkcamp in Darmstadt wurde durch die Deutsche Bundesstiftung Umwelt gefördert.
Außerdem gehört Synagieren zu den Gewinnern der Ideen Initiative der UNESCO und des dm-drogerie markt.